# Sušany
Sušany (ungarisch Susány) ist eine Gemeinde in der südlichen Mittelslowakei mit 420 Einwohnern (Stand 31. Dezember 2024) und gehört zum Okres Poltár, einem Kreis des Banskobystrický kraj.

## Geographie
Die Gemeinde befindet sich am nordwestlichen Rand des Talkessels Rimavská kotlina innerhalb der größeren Einheit Juhoslovenská kotlina, Im Tal des Baches Sušiansky potok im Einzugsgebiet der Suchá und somit des Ipeľ. Das Ortszentrum liegt auf einer Höhe von 218 m n.m. und ist 11 Kilometer von Poltár entfernt.
Nachbargemeinden sind Selce im Norden, Hrachovo und Veľké Teriakovce im Nordosten, Kružno im Osten, Ožďany im Süden, Hrnčiarske Zalužany im Westen und Hrnčiarska Ves im Nordwesten.

## Geschichte

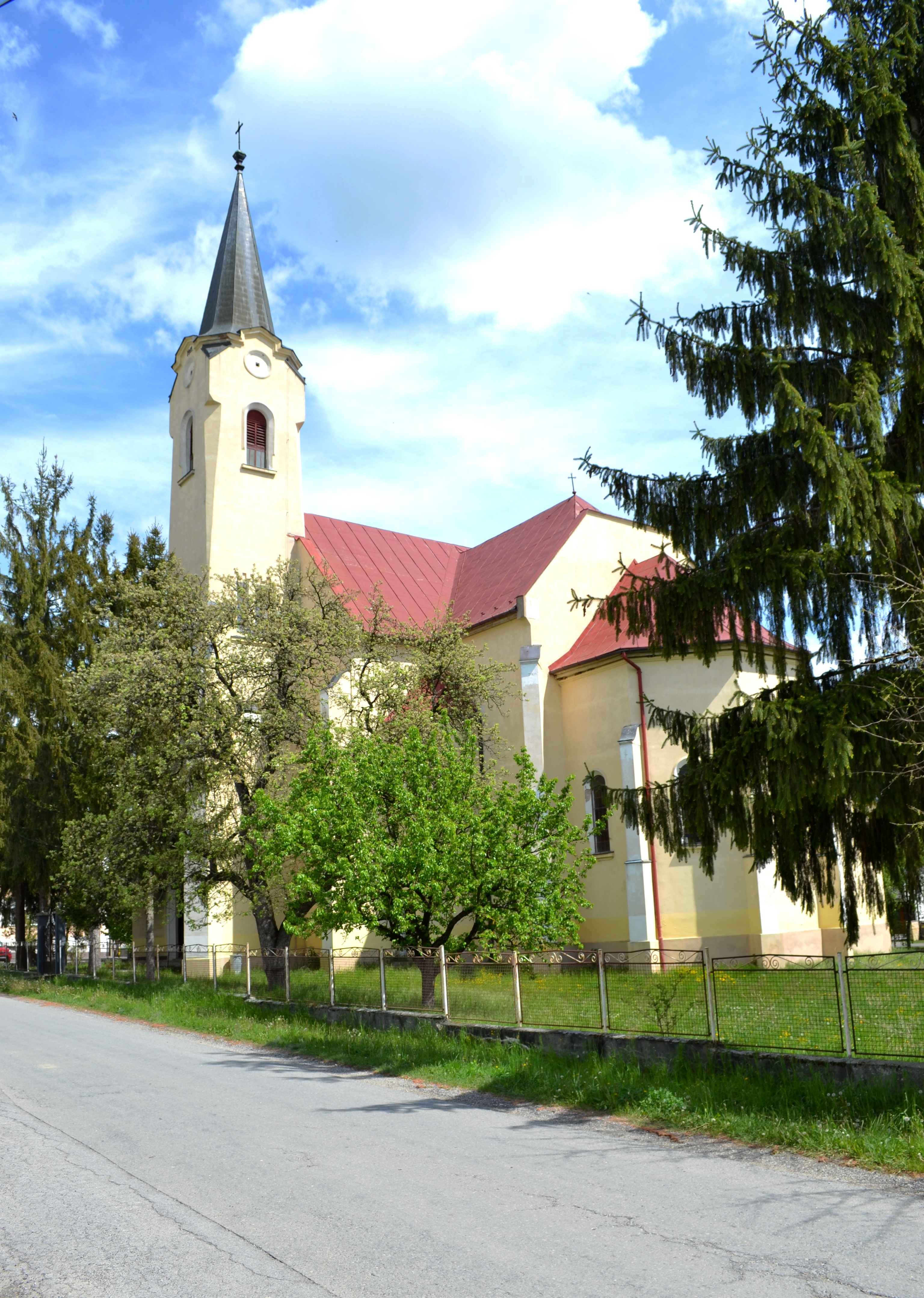
Kirche im Ort

Das Gemeindegebiet wurde in der Spätbronzezeit besiedelt, mit Funden von Überresten einer Siedlung der Nagyrév-Kultur.
Sušany wurde zum ersten Mal 1407 als Swsanfewide schriftlich erwähnt und war damals Besitz der Familie Mikófalvy, später lag es im Herrschaftsgebiet von Ožďany. 1828 zählte man 53 Häuser und 474 Einwohner, die als Landwirte, Dachziegelmacher und Töpfer beschäftigt waren.
Bis 1918/1919 gehörte der im Komitat Gemer und Kleinhont liegende Ort zum Königreich Ungarn und kam danach zur Tschechoslowakei beziehungsweise heute Slowakei. 1937 gliederte sich der Ortsteil Kružno aus und ist seither eine eigenständige Gemeinde.

## Bevölkerung
| Jahr                | 1994 | 2004    | 2014    | 2024    |
| ------------------- | ---- | ------- | ------- | ------- |
| Anzahl der Personen | 460  | 451     | 435     | 420     |
| Unterschied         |      | −1,95 % | −3,54 % | −3,44 % |

| Jahr                | 2023 | 2024    |
| ------------------- | ---- | ------- |
| Anzahl der Personen | 422  | 420     |
| Unterschied         |      | −0,47 % |

Gemäß der Volkszählung 2011 wohnten in Sušany 453 Einwohner, davon 401 Slowaken und drei Magyaren. 49 Einwohner machten keine Angabe zur Ethnie.
296 Einwohner bekannten sich zur römisch-katholischen Kirche, 23 Einwohner zur Evangelischen Kirche A. B., zwei Einwohner zur griechisch-katholischen Kirche sowie jeweils ein Einwohner zu den Zeugen Jehovas, zur evangelisch-methodistischen Kirche und zur orthodoxen Kirche. 39 Einwohner waren konfessionslos und bei 29 Einwohnern wurde die Konfession nicht ermittelt.

## Bauwerke und Denkmäler
- römisch-katholische Annakirche aus dem Jahr 1844, 1911 erweitert und umfassend umgebaut[6]